# جون دا سيلفا
جون دا سيلفا (بالإنجليزية: John da Silva)‏ (مواليد 11 يوليو 1934) هو ملاكم نيوزيلندي، مثّل بلاده في الألعاب الأولمبية الصيفية 1956.

## روابط خارجية
- جون دا سيلفا على موقع CageMatch worker (الإنجليزية)
- جون دا سيلفا على موقع أوليمبيديا (الإنجليزية)